# Vanellus vanellus
O Vanellus vanellus, comummente conhecido como abibe-comum, é uma ave caradriíforme, eurasiática, da família dos caradriídeos.

## Nomes comuns

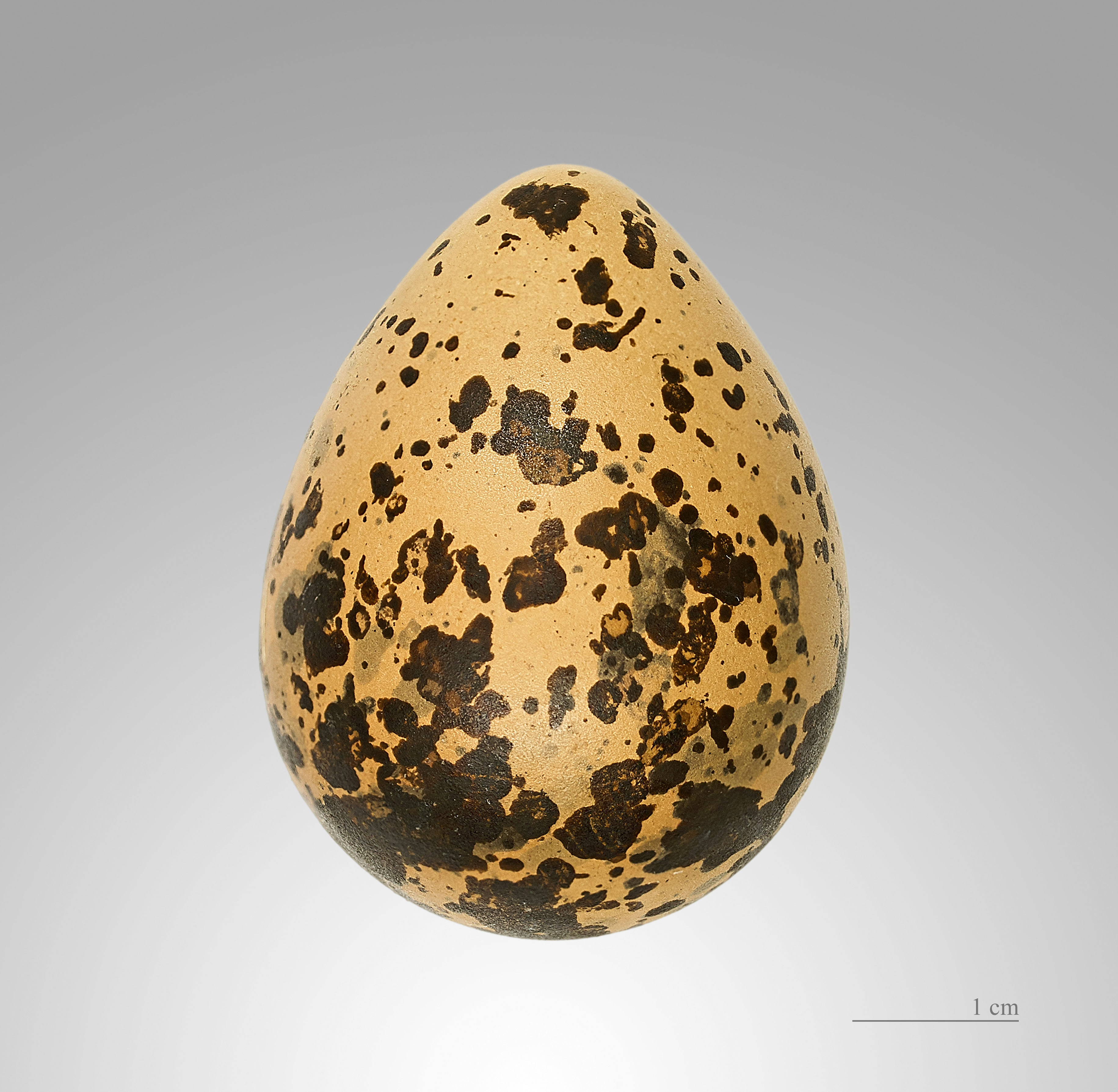
Vanellus vanellus - MHNT

Dão ainda pelos seguintes nomes comuns: abecoinha, abecuinha, abetoninha, abibe, abitoninha, ave-fria, avecoinha, avecuinha, bibe, choradeira, coim, coinha ou cuinha, galispo, matoninha, pavoncino, pendro ou pendre, verdizela e ventoninho.

### Etimologia
Do que toca ao nome científico, tanto o nome genérico, como o epíteto específico, vanellus, provêm do latim, consistindo no diminutivo do étimo vannus, que significa «joeira; peneira», por alusão ao movimento das asas das aves deste género, que lembram o gesto de peneirar cereal numa joeira.
Quanto ao nome comum, «abibe», crê-se que este provirá de origem onomatopaica, por alusão ao piar da ave.

## Descrição
Os abibes medem cerca de 28 a 30 centímetros de comprimento. Quanto à plumagem, exibem um topete ou penacho, testa, garganta, dorso e peito pretos e partes inferiores brancas. Sendo certo que, no dorso,  conta com uma penugem de cor negra com matizes esverdeados, que se esbatem no Inverno.
No rosto, exibe um padrão de manchas brancas faciais, que a distinguem das demais aves limícolas.
Tem, ainda, patas compridas e esguias.  Enquanto espécie insectívora, nutre-se de invertebrados e minhocas.

## Presença em Portugal
Sendo certo que a população residente em território nacional não é especialmente grande, esta espécie é sobremaneira comum, na metade sul do país e em especial nos meses de Inverno. Pelo que é particularmente fácil de encontrar entre os meses de Outubro e Fevereiro, daí que sejam associadas ao frio e dêem pelo nome de ave-fria em algumas partes do país.
No Norte do país, porém, a sua ocorrência é bastante mais rara.
Em contrapartida, na Primavera, os avistamentos tornam-se mais escassos e o número de aves residente tende a diminuir significativamente, mercê da migração.
É uma espécie com tendências gregárias, pelo que se pode observar, amiúde, no ensejo de grandes bandos, compostos por algumas centenas de indivíduos. Por vezes, encontra-se em relação de simpatria com a Pluvialis apricaria.

## Habitat
É uma espécie higrófila, que privilegia espaços abertos, sejam eles à beira-mar ou no interior. Pode encontrar-se em courelas agricultadas à beira-mar ou em terrenos e campos languinhosos e lamacentos, ausentando-se das regiões rochosas ou densamente florestadas.